# カッサーノ・ダッダ
カッサーノ・ダッダ（Cassano d'Adda）は、イタリア共和国ロンバルディア州ミラノ県にある、人口約1万9000人の基礎自治体（コムーネ）である。
ミラノの東約30kmに位置し、アッダ川を渡渉する戦略的に重要な地点であることから、カッサーノでは多くの戦いが繰り広げられてきた。最も有名な「カッサーノの戦い」 (Battle of Cassano d'Adda) は、1799年のものである。

## 名称
地元の方言では Casàn と呼ばれる。

## 地理

### 位置・広がり
カッサーノ・ダッダはミラノ県の東部、アッダ川のほとりに位置する。ベルガモから南西へ約23km、ローディから北へ約24km、州都・県都ミラノから東北東へ約27km、ブレシアから西へ約55kmの距離にある。アッダ川はベルガモ県との境界となっており、川を隔てて東へ約6kmの距離にトレヴィーリオの市街がある。市域南東部はアッダ川東岸（ジェーラ・ダッダ地方）にも広がっており、市域の南部でわずかにクレモナ県と接している。

### 隣接コムーネ
隣接するコムーネは以下の通り。
- ヴァプリオ・ダッダ - 北
- ファーラ・ジェーラ・ダッダ （ベルガモ県） - 北東
- トレヴィーリオ （ベルガモ県） - 東 -
- カジラーテ・ダッダ （ベルガモ県） - 南東
- リヴォルタ・ダッダ （クレモナ県） - 南
- トルッカッツァーノ - 南西
- ポッツオーロ・マルテザーナ - 南西
- インザーゴ - 西
- ポッツォ・ダッダ - 北西

### 地勢・地形
- 河川：アッダ川

市域には人工の運河が二つある。北部にはアッダ川とミラノとを結ぶマルテザーナ運河 (it:Naviglio della Martesana) があり、グロペッロ・ダッダ地区を流れている。また、南部にはアッダ川とローディとを結ぶムッツァ運河 (it:Canale della Muzza) が流れる。

### 地震分類
イタリアの地震リスク階級 (it) では、3 に分類される
。

### 主要な集落
カッサーノ・ダッダ（Cassano d'Adda）の中心市街は、アッダ川右岸（西岸）に位置する。市街の北にはグロペッロ・ダッダ（Groppello d'Adda）という地区があり、その市街地はカッサーノ中心市街と一体化しているが、分離集落（フラツィオーネ）としての地位を持つ。
アッダ川左岸（東岸）には、カッサーノの対岸にカーシナ・タランタ（Cascina Taranta）の集落がある。また、中心市街から約2.6km離れてカシーネ・サン・ピエトロ（Cascine San Pietro）の集落があり、カジラーテ・ダッダのチオッフィ地区と連担している。
- 秋のカッサーノ
- ボロメオ城
- グロペッロとマルテザーナ運河
- カシーネ・サン・ピエトロ

## 歴史

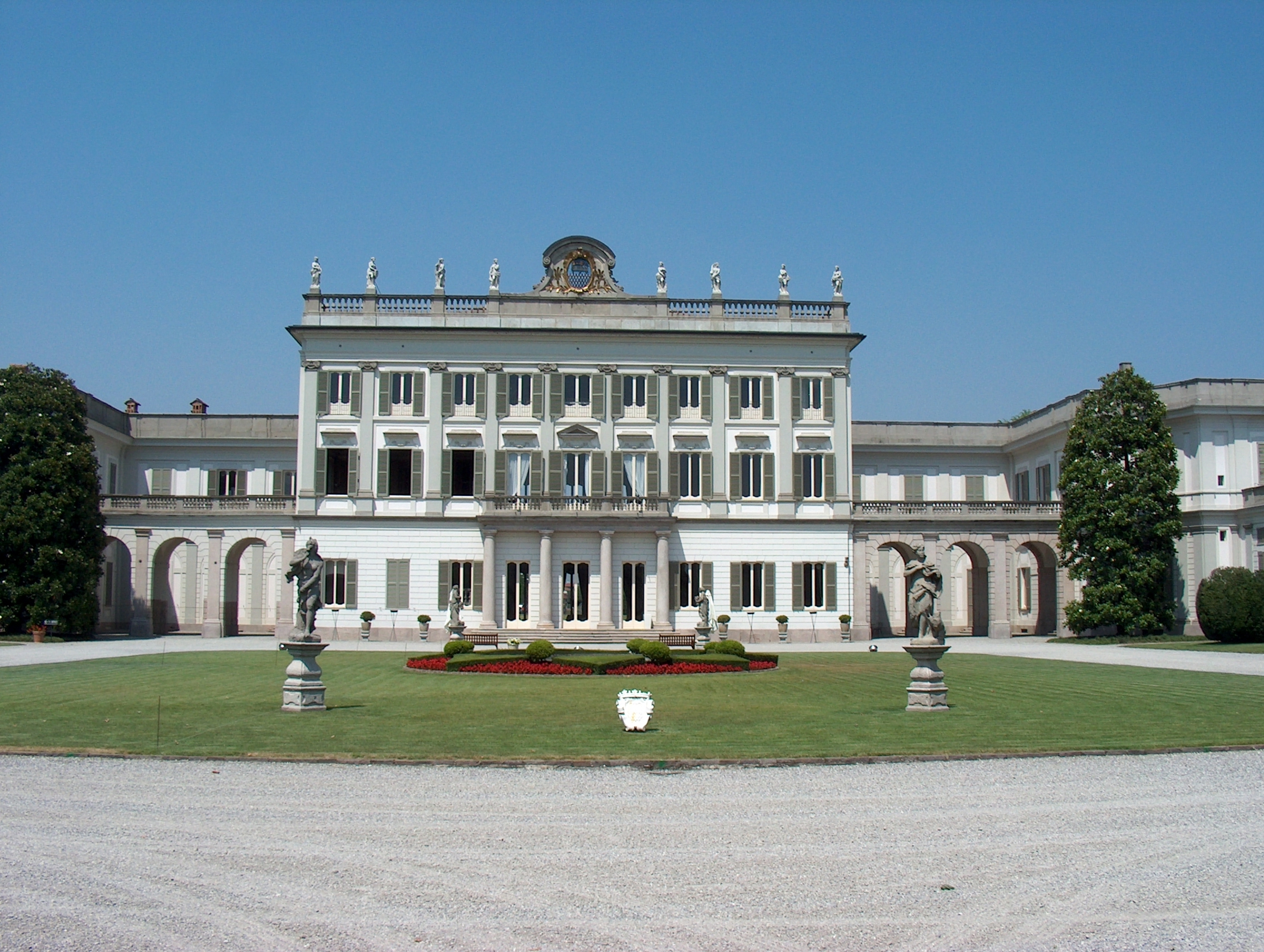
ヴィッラ・ボロメオ

カッサーノ・ダッダがはじめて文書に登場するのは、887年のことである。
この都市が成立する以前の268年、ローマ皇帝ガッリエヌスは、皇帝僭称者アウレオルス (Aureolus) の軍勢をこの付近の橋の近くで打ち破るが、その後殺害されている。
1000年頃には、アッダ川のほとりにボロメオ城が築かれた。
1158年、神聖ローマ皇帝フリードリヒ1世はミラノ軍とカッサーノで戦っている。
1259年、教皇派（ゲルフ）の同盟軍が、この地で皇帝派（ギベリン）と戦った (Battle of Cassano (1259)) 。
1705年には、スペイン継承戦争の一環としてフランスとオーストリアが戦い、フランスのヴァンドーム公ルイ・ジョゼフ・ド・ブルボンがオーストリアのオイゲン・フォン・ザヴォイエンを打ち破っている（カッサーノの戦い）。
1799年、フランス革命戦争の中でフランス軍とロシア軍が戦った。スヴォーロフ率いるロシア軍は、モロー率いるフランス軍を打ち破っている (Battle of Cassano (1799)) 。

## 人口

### 居住地区別人口
国立統計研究所（ISTAT）によれば、2001年国勢調査時点での居住地区（Località abitata）別の人口は以下の通り。
| 地区名             | 標高    | 人口   | 備考                                         |
| ------------------ | ------- | ------ | -------------------------------------------- |
| CASSANO D'ADDA     | 105/153 | 16,665 |                                              |
| CASCINE SAN PIETRO | 115     | 841    | カジラーテ・ダッダの Cioffi 地区に連続       |
| CASSANO D'ADDA *   | 133     | 15,430 |                                              |
| Cascina Seriole    | 111     | 15     |                                              |
| Cascina Taranta    | 122     | 115    |                                              |
| Case Sparse        | -       | 264    |                                              |
| La Lanca           | 123/125 | -      | ファーラ・ジェーラ・ダッダとの境界未画定地域 |

- ISTATは人口統計上、家屋密度の高い centro abitato （居住の中心地区）、密度の低い nucleo abitato （居住の核となる地区）、まとまった居住地区を形成していない case sparse （散在家屋）の区分を用いている。上の表で地名がすべて大文字で示されているものが centro abitato である。「*」印が付されているのは、コムーネの役場・役所 la casa comunale の置かれている地区である。

コムーネではカッサーノ、カシーネ・サン・ピエトロ、グロペッロの3区分で人口統計を出している。これによれば2011年12月31日時点の人口は以下の通り。
| 地区名             | 人口   |
| ------------------ | ------ |
| Cassano            | 14,354 |
| Cascine San Pietro | 1,069  |
| Groppello          | 3,365  |
| 合計               | 18,788 |

## 交通

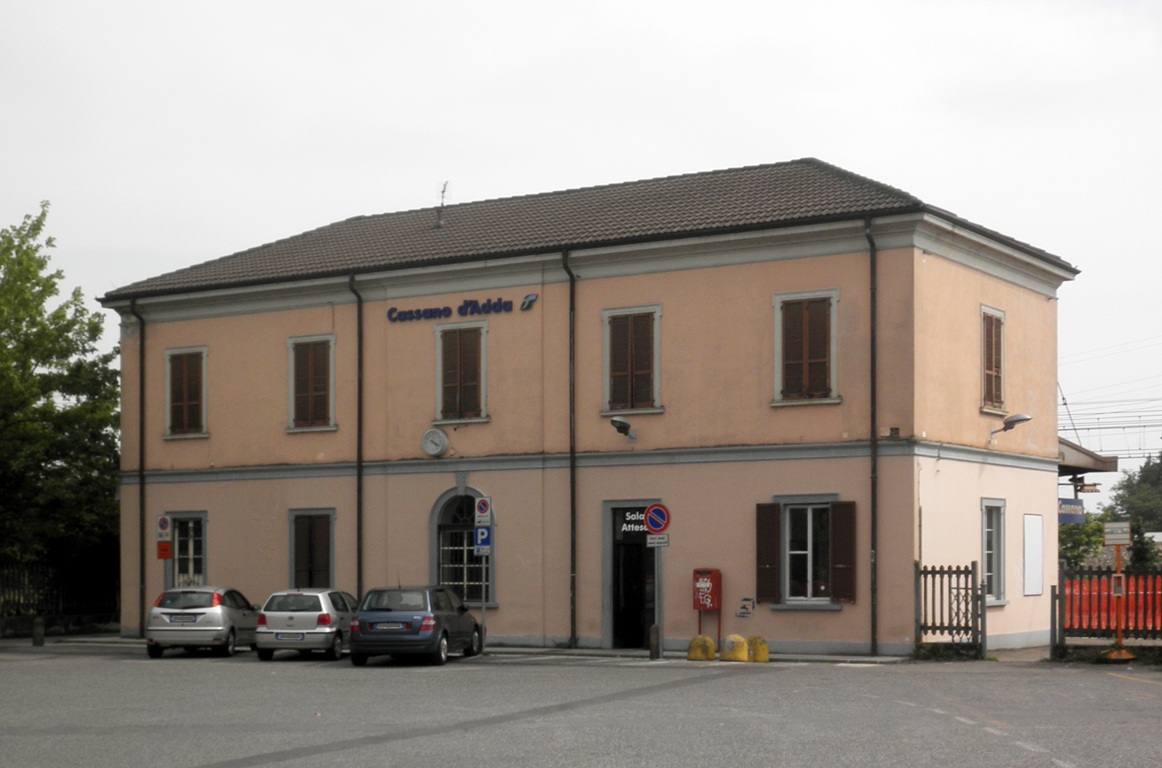
カッサーノ・ダッダ駅

### 鉄道
- ミラノ＝ヴェネツィア線 (it:Ferrovia Milano-Venezia) 
  - カッサーノ・ダッダ駅 (it:Stazione di Cassano d'Adda)

ミラノとヴェネツィアを結ぶミラノ＝ヴェネツィア線が走っており、カッサーノ・ダッダ駅がある。カッサーノ・ダッダ駅は、ミラノとトレヴィーリオとを結ぶ鉄道の駅として1846年に開業した駅である。
この路線はミラノ近郊鉄道に組み込まれており、運行系統としてはS5線（ヴァレーゼ - ミラノ - トレヴィーリオ）およびS6線（ノヴァーラ - ミラノ - トレヴィーリオ）の一部である。

### 道路
主要な道路としては、県道 SP11号線（SP ex SS 11）がコムーネを東西に貫いている。この路線はトリノとヴェネツィアを結ぶ国道SS11号線 (it:Strada statale 11 Padana Superiore) の一部を構成する。

## 人物

### 著名な出身者
- フェルナンド・ブランビラ（スペイン語版） - 18～19世紀にスペインで活動した画家。
- ジュゼッペ・ペルチェッティ（イタリア語版） - イタリア王国軍人。山岳部隊（アルピーニ）創設者。
- エミーリオ・デ・ボーノ - イタリア王国陸軍元帥、「ファシスト四天王」の一人。
- ヴァレンティーノ・マッツォーラ - 1940年代に活躍したサッカー選手。名選手として知られたが「スペルガの悲劇」で落命した。
- ジャンニ・モッタ - 1960-70年代に活躍した自転車ロードレース選手。